# Thunderous
«Thunderous» (кор. 소리꾼, Sori-kkun, буквально укр. «співак Пхансорі» або «виконавець Пхансорі») — композиція південнокорейського гурту Stray Kids. Вона вийшла, як заголовна композиція другого студійного альбому Noeasy, 23 серпня 2021 року лейблом JYP Entertainment та розповсюджена Dreamus. Написана 3Racha, продюсерською командою Stray Kids і HotSauce, у жанрі хіп-хоп з елементами трепу та використанням традиційних корейських (кугак), мідних духових музичніх іструментів. Лірика композиції висловлює бажання гурту співати власними голосами та слідувати власним принципам.
Композиція дебютувала на 33 місці у Gaon Digital Chart, тим самим ставши першою композицією гурту, яка досягла подібних результатів у цьому чарті, на 3 місці у Billboard World Digital Song Sales, на 80 у Global 200. Для її промоцій Stray Kids виступали на південнокорейських музичних програмах і здобули шість трофеїв у Show Champion, M Countdown, Music Bank та Inkigayo. Музичне відео до композиції набрало 100 мільйонів переглядів за 55 днів після завантаження. Реліз японської версії («ソリクン -Japanese ver.-») відбувся 13 жовтня разом із синглом Scars та розповсюдженний Epic Records Japan. Композиція посіла друге місце в Oricon Singles Chart.

## Реліз
22 липня 2021 року Stray Kids опублікували трейлер «Noeasy Thunderous» з нагоди виходу їх другого студійного альбому Noeasy, реліз якого був запланований на 23 серпня 2021 року. Повний список композицій майбутнього альбому став відомий 12 серпня, а також стало відомо, що «Thunderous» стане заголовною композицією альбому. Тизери до музичного відео вийшли 20 та 21 серпня, а відео тизер виступу у костюмах SKZoo — наступного дня. Композиція вийшла в один день із альбом та музичним відео до неї.

## Композиція

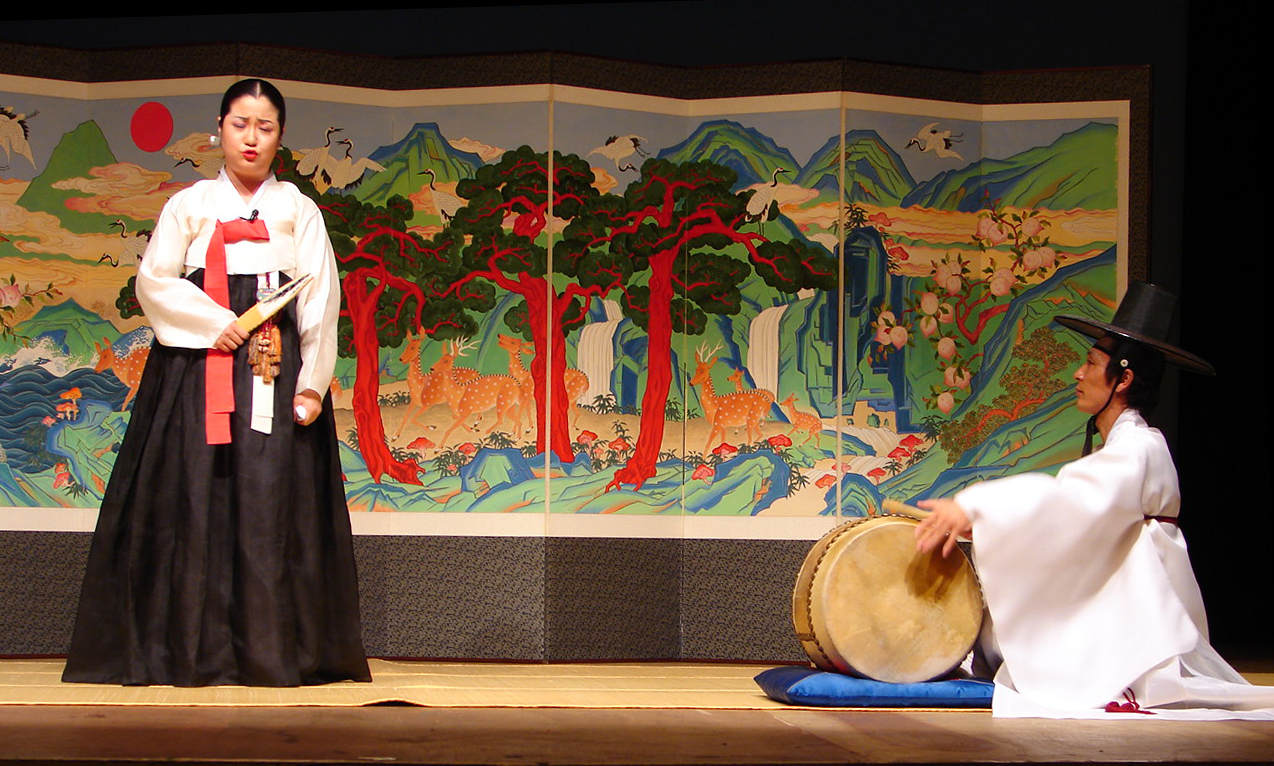
Корейська назва заголовної композиції «Thunderous», «Sori-kkun» натхнена позицією співака пхансорі.

«Thunderous» була написана продюсерською командою гурту 3Racha (Бан Чан, Чанбін, Хан) і власною продюсерською командою JYP, HotSauce. Композиція створена у жанрі хіп-хоп, треп та включає різні елементи корейської традиційної музики (кугак), мідні духові музичні інструменти та чумсаї. Пісня написана в тональності до-дієз мажор тривалість 3 хвилини та 3 секунди, маючи біт 172 удари на хвилину. Корейська назва нова л. «Sori-kkun» має подвійне значення: нова л. «jansori-kkun» (кор. «잔소리꾼») означає «притискач», а нова л. «sori-kkun» («소리꾼») ― укр. «співак», «виконавець» від пхансорі. Гурт через композицію висловлює віру в те, що вони не впадуть духом і будуть дотримуватися своїх принципів, незалежно від того, що хтось скаже. В одному з інтерв'ю, Фелікс, учасник гурту, сказав, що концепцію «Thunderous» можна описати як «чорно-червоний» і «гоблін» (нова л. «dokkaebi»). Бан Чан також сказав: «Послання пісні полягає в тому, Stray Kids, як співак (нова л. „sori-kkun“), зіткнеться з притискачем (нова л. „jansori-kkun“) і впевнено випустять наш звук».

## Музичне відео
Музичне відео на «Thunderous» було опубліковане 23 серпня 2021 року на YouTube, Naver TV та V Live, тизери до нього були опубліковані раніше, 20–21 серпня. Кліп поєднує корейський історичний та сучасний стилі, які можна побачити, як у спортивному автомобілі біля палацу, чи учасників Stray Kids у сучасному одязі серед людей у ханбоках. У музичному відео присутня традиційна культура, як-от аак, пхунмуль, маска лева Бунчхон та ін. 30 серпня музичне відео, завантажене на YouTube, набрало 50 мільйонів переглядів за 6 днів. 18 жовтня воно перевищило 100 мільйонів переглядів за 55 днів, що стало п'ятим музичним відео групи зі 100 мільйонами переглядів після «God's Menu», «Back Door», «Miroh» і «My Pace», перевершивши «God's Menu», який досяг такого ж результату за 71 день.

## Живий виступ
«Thunderous» вперше був представлений на шоукейсі, що відбувся в день виходу альбому, в рамках Kingdom Week <No+>, телевізійного розважального шоу, яке було одним із призів для переможця Kingdom: Legendary War. Композиція також просувалася на кількох музичних програмах у Південній Кореї протягом трьох тижнів, з 26 серпня по 12 вересня, включаючи M Countdown, Music Bank, Show! Music Core, Inkigayo, і Show Champion, окрім виступів із «Thunderous», гурт також виступав з двома іншими композиціями: «The View» у перший тиждень промоцій, за винятком Music Bank, та «Secret Secret» на Show! Music Core 4 вересня.
Також Stray Kids виконували «Thunderous» на кількох церемоніях нагородження, включаючи The Fact Music Awards 2021 2 жовтня; Asia Artist Awards 2021 2 грудня; Mnet Asian Music Awards 2021, з новим аранжуванням у версії «героя». як частина попурі під назвою Stray Kids World Domination; 36th Golden Disc Awards з новим аранжуванням 8 січня 2022 року. Під час щорічних музичних шоу наприкінці року «Thunderous» було виконано на фестивалі пісні KBS 2021 17 грудня, який знімався в Намхансансоні, Кванджу, провінція Кьонгі на тему With K-Culture; SBS Gayo Daejeon 2021 25 грудня, який проходив у Різдво, тому версія композиції відповідала різдвяній тематиці та додатково учасники гурту використовували тростини, виконували груповий танець і пародіювали гру ттакджі та далгона від Гра в кальмара; MBC Gayo Daejejeon 2021 31 грудня 2021 року, додавши у свій виступ дзвін колокола перед новорічною церемонією.
Як посол Корейського павільйону Expo 2020, який проходив в Дубаї, Об'єднані Арабські Емірати, Stray Kids виконали «Thunderous» у рамках відкриття Національного дня Кореї з Little Angels та K-Tigers 17 січня 2022 року. Гурт також виконав «Thunderous» разом із «Miroh», «God's Menu» та «Back Door» на концерті K-Pop, присвяченому національному дню Кореї, того ж дня, приєднавшись до Forestella, (G)I-DLE, Golden Child, Сонмі та PSY.

## Японський реліз
30 липня 2021 року Stray Kids оголосили про випуск другого японського синглу 13 жовтня з п'ятьма фізичними виданнями: трьома лімітними (A, B, C), звичайним та FC (версія для японського фан-клубу). 10 вересня стало відомо, що японська версія «Thunderous» під назвою «Sorikun» (ソリクン) вийде в Японії як другий сингл на стороні А разом із «Scars». Сингл вийшов, раніше за фізичний реліз, на цифрових платформах 23 вересня, прем'єра музичного відео для японської версії відбулася того ж дня. Stray Kids вперше виступили з японською версією на телеканалі TBS для CDTV Live! Live! 4 жовтня, а також вони з'явилися у спеціальному епізоді до 35-ї річниці Music Station TV Asahi 15 жовтня та 31 жовтня на шоу Buzz Rhythm 02 телекенала Nippon TV.
Японська версія «Thunderous» увійшла в Billboard Japan Hot 100, зайнявши 66 місце. Другий сингл на стороні А із «Scars» дебютував на другому місці в Oricon Singles Chart, продавши 119,963 копії за перший тиждень, перевищивши 37,157 копій «Top» (японська версія). Сингл також увійшов у Billboard Japan Top Single Sales посівши друге місце та продавши 182,405 копій за перший тиждень.

### Список композицій
| Всі видання [a] – CD | Всі видання [a] – CD                      | Всі видання [a] – CD   | Всі видання [a] – CD          | Всі видання [a] – CD       | Всі видання [a] – CD |
| #                    | Назва                                     | Автор слів             | Автор музики                  | Аранжування                | Тривалість           |
| -------------------- | ----------------------------------------- | ---------------------- | ----------------------------- | -------------------------- | -------------------- |
| 1.                   | «Scars»                                   | 3Racha KM-Markit       | Armadillo 3Racha              | Бан Чан (3Racha) Versachoi | 3:20                 |
| 2.                   | «Thunderous» (ソリクン; Japanese version) | 3Racha KM-Markit       | 3Racha HotSauce               | HotSauce Бан Чан (3Racha)  | 3:05                 |
| 3.                   | «Call[b]»                                 | Хан (3Racha) KM-Markit | Хан (3Racha) Бан Чан (3Racha) | Бан Чан (3Racha)           | 2:47                 |
| 9:12                 |                                           |                        |                               |                            |                      |

| Лімітні видання, бонусна композиція – CD | Лімітні видання, бонусна композиція – CD | Лімітні видання, бонусна композиція – CD   | Лімітні видання, бонусна композиція – CD | Лімітні видання, бонусна композиція – CD | Лімітні видання, бонусна композиція – CD |
| #                                        | Назва                                    | Автор слів                                 | Автор музики                             | Аранжування                              | Тривалість                               |
| ---------------------------------------- | ---------------------------------------- | ------------------------------------------ | ---------------------------------------- | ---------------------------------------- | ---------------------------------------- |
| 4.                                       | «My Pace» (Japanese version)             | 3Racha KM-Markit J.Y. Park 'The Asiansoul' | 3Racha Earattack Larmook                 | Earattack Larmook Gongdo                 | 3:11                                     |
| 12:23                                    |                                          |                                            |                                          |                                          |                                          |

| Лімітне видання, версія А – Blu-ray | Лімітне видання, версія А – Blu-ray | Лімітне видання, версія А – Blu-ray |
| #                                   | Назва                               | Тривалість                          |
| ----------------------------------- | ----------------------------------- | ----------------------------------- |
| 1.                                  | «Jacket shooting making movie»      |                                     |

| Лімітне видання, версія В – Blu-ray | Лімітне видання, версія В – Blu-ray                                           | Лімітне видання, версія В – Blu-ray | Лімітне видання, версія В – Blu-ray |
| #                                   | Назва                                                                         | Режисер                             | Тривалість                          |
| ----------------------------------- | ----------------------------------------------------------------------------- | ----------------------------------- | ----------------------------------- |
| 1.                                  | «Thunderous» (Японська версія; музичне відео перформанса)                     | Novvkim                             | 3:09                                |
| 2.                                  | «Thunderous» (Японська версія; відео зі знімання музичного відео перформанса) |                                     |                                     |

##### Нотатки
- ↑  В лімітному виданні, версія В, «Thunderous» (Japanese version) є першим треком, тоді як у версіях А та С першим треком є «Scars».
- ↑  Оригінально назва пісні пишеться великими літерами.

## Нагороди та відзнаки
| Церемонія               | Рік  | Номінація                           | Результат | Примітки |
| ----------------------- | ---- | ----------------------------------- | --------- | -------- |
| Mnet Asian Music Awards | 2021 | Song of the Year                    | Номінація | [ 43 ]   |
| Mnet Asian Music Awards | 2021 | Best Dance Performance — Male Group | Номінація | [ 43 ]   |
| Prêmio Anual K4US       | 2021 | Choreography of the Year            | Перемога  | [ 44 ]   |

| Критика/Публікації | Нагороди та відзнаки                                    | Позиція | Примітки |
| ------------------ | ------------------------------------------------------- | ------- | -------- |
| Billboard          | 25 Найкращих К-рор композицій 2021 року: Вибір критиків | 9       | [ 45 ]   |
| Dazed              | Найкращі К-рор треки 2021 року                          | 12      | [ 46 ]   |
| Spotify            | Найкращі К-рор пісні 2021 року                          | 25      | [ 47 ]   |
| Young Post         | 15 найкращих К-рор пісень 2021 року                     | 15      | [ 48 ]   |
| Tonplein           | Найкращі К-рор треки на кінець 2021 року                | 16      | [ 49 ]   |

| Шоу           | Телеканал | Дата           | Примітки |
| ------------- | --------- | -------------- | -------- |
| Show Champion | MBC M     | 1 вересня 2021 | [ 31 ]   |
| Show Champion | MBC M     | 8 вересня 2021 | [ 32 ]   |
| M Countdown   | Mnet      | 2 вересня 2021 | [ 20 ]   |
| M Countdown   | Mnet      | 9 вересня 2021 | [ 21 ]   |
| Music Bank    | KBS       | 3 вересня 2021 | [ 23 ]   |
| Inkigayo      | SBS       | 5 вересня 2021 | [ 29 ]   |

## Чарти
| Країна          | Чарт (2021)                                                        | Найвища позиція |
| --------------- | ------------------------------------------------------------------ | --------------- |
| Бельгія         | Belgian Albums (Ultratop Wallonia) Scars / Sorikun                 | 160             |
| Світ            | Global 200 (Billboard)                                             | 80              |
| Угорщина        | Hungary (Single Top 40)                                            | 7               |
| Японія          | Japan (Japan Hot 100)                                              | 66              |
| Японія          | Japan (Oricon) Scars / Thunderous (Japanese ver.)                  | 2               |
| Японія          | Japan Combined Singles (Oricon) Scars / Thunderous (Japanese ver.) | 2               |
| Малайзія        | Malaysia (RIM)                                                     | 14              |
| Сінгапур        | Singapore (RIAS)                                                   | 24              |
| Південна Корея  | South Korea (Gaon)                                                 | 33              |
| Південна Корея  | South Korea (K-pop 100)                                            | 90              |
| Велика Британія | UK Download (OCC)                                                  | 80              |
| Велика Британія | UK Singles Sales (OCC)                                             | 82              |
| США             | US World Digital Song Sales (Billboard)                            | 3               |

| Країна         | Чарт (2021)                                                                  | Найвища позиція |
| -------------- | ---------------------------------------------------------------------------- | --------------- |
| Японія         | Japan Top Singles Sales (Billboard Japan) Scars / Thunderous (Japanese ver.) | 43              |
| Японія         | Japan (Oricon) Scars / Thunderous (Japanese ver.)                            | 52              |
| Південна Корея | South Korea Download (Gaon)                                                  | 111             |

## Сертифікація і продажі
| Регіон                                           | Сертифікація | Фізичні продажі |
| ------------------------------------------------ | ------------ | --------------- |
| Японія (RIAJ) Scars / Thunderous (Japanese ver.) | Золото       | 136,944         |

## Історія реліза
| Регіон         | Дата            | Формат                  | Версія                              | Лейбл      | Примітки      |
| -------------- | --------------- | ----------------------- | ----------------------------------- | ---------- | ------------- |
| Світ           | 23 серпня 2021  | Цифровий реліз стрімінг | Оригінал                            | JYP        | [ 68 ] [ 69 ] |
| Світ           | 23 вересня 2021 | Цифровий реліз стрімінг | Японська версія (попередній випуск) | Epic Japan | [ 70 ]        |
| Світ           | 13 жовтня 2021  | Цифровий реліз стрімінг | Японська версія                     | Epic Japan | [ 71 ]        |
| Південна Корея | 13 жовтня 2021  | Цифровий реліз стрімінг | Японська версія                     | JYP        | [ 72 ]        |
| Японія         | 13 жовтня 2021  | CD+Blu-ray              | Лімітне видання, версія А           | Epic Japan | [ 73 ]        |
| Японія         | 13 жовтня 2021  | CD+Blu-ray              | Лімітне видання, версія В           | Epic Japan | [ 73 ]        |
| Японія         | 13 жовтня 2021  | CD+SpecialZine          | Лімітне видання, версія С           | Epic Japan | [ 73 ]        |
| Японія         | 13 жовтня 2021  | CD                      | Стандартна версія                   | Epic Japan | [ 73 ]        |
| Японія         | 13 жовтня 2021  | CD                      | FC                                  | Epic Japan | [ 73 ]        |

## Нотатки
1. ↑  Пхансорі — жанр народної корейської музики, який дуже часто називають «оперою Кореї»
2. ↑  Chuimsae, або чуймсаї (хан. 추임새) - це форма викриків публіки в корейській традиційній музиці. Коли барабанщик gosu та публіка вигукує, наприклад, Jalhanda! або ж Eolsigu! (хан. «얼씨구, 잘한다») «Ага» і «Добре» на корейській. Чуймсаї робить виступ приємнішим, активнішим та яскравішим. У більшості випадків в західній музиці звук аудиторії вважається шумом, але у корейській є важливою. Чуймсаї є інтуїтивно зрозумілими і слухачі висловлюють свої почуття, враження та згоду під час прослуховування музики.
3. ↑  Жанр музики, яку виконули при дворі у Кореї.
4. ↑  Корейська народна традиція, яка включає у себе гру на барабанах, спів та танці.
5. ↑  Традиційна корейська гра, в яку грають на 15 день після Нового Року, за місячним календарем, ця гра включає в себе танець з маскою лева. Походження традиції сягає далекого минулого, тоді вірили, що леви мають силу відганяти злих духів та приносять мир.